# Drinovci (Drniš)
Drinovci falu Horvátországban Šibenik-Knin megyében. Közigazgatásilag Drnišhez tartozik.

## Fekvése
Knintől légvonalban 25, közúton 37 km-re délnyugatra, községközpontjától 13 km-re nyugatra, Dalmácia közepén, a Krka bal partján fekszik.

## Története
Az ember már ősidők óta folyamatosan lakta ezt a vidéket, ezt igazolják az itt előkerült régészeti leletek. 1897-ben az akkori miljevci plébános Kninbe küldött egy pár jó állapotban megmaradt ezüst fülbevalót, melyet az egyik szőlőhegyen találtak. Közvetlenül a délszláv háború előtt találtak egy ékszer melléklettel ellátott sírt a plébániatemplom közelében, a Drnišre vezető út mellett, melyet a késő bronzkorra, vagy a korai vaskorra kelteztek. A horvátok ősei a 7. században telepedtek meg itt. A középkorban a knini püspökségnek alárendelt miljevci plébánia területéhez tartozott, annak legjelentősebb települése volt. Földesurai a közeli Ključ várának urai voltak. A török 1522-ben foglalta el a közeli Bogočin, Rog, Kamičak és Ključ várait. Területe a moreai háború során (1684–1699) szabadult fel a török uralom alól. Ezután híveinek lelki gondozását a visovaci ferences atyák végezték. A hívek előbb a skradini, majd a Šibeniki püspökség igazgatása alá tartoztak. 1797-ben a Velencei Köztársaság megszűnésével a Habsburg Birodalom része lett. 1806-ban Napóleon csapatai foglalták el és 1813-ig francia uralom alatt állt. Napóleon bukása után ismét Habsburg uralom következett, mely az első világháború végéig tartott A falunak 1857-ben 285, 1910-ben 441 lakosa volt. Az első világháború után előbb a Szerb Királyság, majd rövid ideig az Olasz Királyság, ezután a Szerb-Horvát-Szlovén Királyság, majd Jugoszlávia része lett. 1991-ben majdnem teljes lakossága horvát nemzetiségű volt. A délszláv háború során a Krajinai Szerb Köztársasághoz csatolták, de mint vitatott terület a Miljevci-fennsíkkal együtt ténylegesen az UNPROFOR nemzetközi erőinek ellenőrzése alatt állt. A településnek. 2011-ben 164 lakosa volt.

## Lakosság
| Lakosság változása | Lakosság változása | Lakosság változása | Lakosság változása | Lakosság változása | Lakosság változása | Lakosság változása | Lakosság változása | Lakosság változása | Lakosság változása | Lakosság változása | Lakosság változása | Lakosság változása | Lakosság változása | Lakosság változása | Lakosság változása |
| ------------------ | ------------------ | ------------------ | ------------------ | ------------------ | ------------------ | ------------------ | ------------------ | ------------------ | ------------------ | ------------------ | ------------------ | ------------------ | ------------------ | ------------------ | ------------------ |
| 1857               | 1869               | 1880               | 1890               | 1900               | 1910               | 1921               | 1931               | 1948               | 1953               | 1961               | 1971               | 1981               | 1991               | 2001               | 2011               |
| 285                | 462                | 365                | 336                | 431                | 441                | 600                | 560                | 553                | 548                | 599                | 570                | 388                | 471                | 227                | 164                |

## Nevezetességei
Jézus Szentséges Neve tiszteletére szentelt római katolikus plébániatemploma a miljevci plébánia központja a 18. század elején épült. A régi templomból mára csak a félköríves apszis és az oldalkapu feletti, 1759-ből származó feliratos kő maradt, melyre az akkori plébános Petar Petrović felvésette a templom renoválásának és a kapu megnyitásának idejét. Az épületet 1850-ben villámcsapás érte és a helyreállítás során valamennyivel megnagyobbították. Később a templomot többször is renoválták (1854, 1925, 1963, 1978, 1996), utoljára 2011-ben. A homlokzaton a kapu mellett két kis ablak, felettük kőből faragott eresz található. A kapu felett középen hét ágú rózsaablak látható, felette az oromzaton kőkereszt áll. A templom mellé 1878-ban harangtornyot építettek, benne három harang volt. Ezeket az I. világháború idején elvitték, így a plébánia 1924-ben új harangok beszerzésére kényszerült. A márvány főoltárt 1881-ben készítették, a rajta látható Krisztus-szobor 1912-ből való tiroli munka. A hajóban található márvány oltár az Irgalmas Szűzanya tiszteletére van szentelve. A falfülkékben Szent Antal és Keresztelő Szent János szobrai találhatók. A falon függó Szűzanya képet Alfonz Talaj atya festette. A templomban egy ezüst körmeneti kereszt is található, velencei munka a 18. századból, ma a főoltáron áll. A templom körül található a falu temetője, melyet újonnan épített kőkerítés övez.